# محبة المركب الأليفاتي الحلقي
محبة المركب الأليفاتي الحلقي (الاسم العلمي: Alicycliphilus) هي جنس من البكتيريا، سلبية الغرام، تتبع فصيلة كوماموناسيات.